# Kazaky
Kazaky (вимовляється: Каза́ки) — український синті-поп гурт, що став відомим в 2010 році завдяки відео «In the middle» із хореографією на підборах. Гурт був започаткований такими танцюристами як Олег Жежель, Артур Гаспар, Кирило Федоренко та Стас Павлов. У групі також встигли взяти участь такі постаті як італієць Франческо Боргато та Артемій Лазарєв, що наразі замінює Стаса Павлова. Також значимим є те, що учасники гурту знялися у відеокліпі Мадонни на пісню «Girl Gone Wild». Основними елементами хореографії гурту є акробатичний танець та вакінг.

## Історія

### 2010—2011: Формування та сингл-релізи
Історія групи розпочалася з того, що Стас Павлов поступив вчитися на кафедру сучасної хореографії, де познайомився із вже відомим в Україні хореографом Олегом Жежелем. Згодом Стас стає членом його шоу-балету «Дельс-Арт» і запрошує туди свого друга Кирила Федоренка, з яким вони вчилися разом у КНУКіМ. З часом до «трійці» приєднався і Артур Гаспар. Хлопці пізнали один одного, роззнайомилися й почали експериментувати, намагаючись знайти стиль майбутньої групи. Під час експериментів народилася, спочатку як жарт, ідея з каблуками. Не один рік вони тренувалися, щоб відбувся дебют гурту.
Наприкінці вересня 2010 року виходить дебютне відео гурту на їхній перший сингл — «In the Middle», яке стає справжнім феноменом в Інтернеті. Потім пішло друге вірусне відео, зняте цього разу в чорно-білих тонах, на пісню «Love». Колектив стає настільки популярним, що його починають запрошувати на різні фешн-шоу для виступу на подіумі. Один з таких виступів відбувся на початку літа 2011 року в Мілані на модному показі нової колекції «DSQUARED²» братів Кейтенів. 16 липня 2011 вони зробили свій дебют в Club 57 у Нью-Йорку і виконали вперше свій третій сингл «I'm Just a Dancer».. У серпні 2011 року первісний учасник Стас Павлов залишив групу і був замінений італійський танцюристом і хореографом Франческо Боргато.

### 2012—2013: Відхід Жежеля, «The Hills Chronicles» та «I Like It»
З новим учасником «Kazaky» представляють два нових музичних відео — «Dance and Change» і «Last Night», перше з яких було зняте відомим кліпмейкером Аланом Бадоєвим. Групі навіть вдається знятися у відеокліпі популярної американської співачки У жовтні 2012 року колектив випускає свій дебютний студійний альбом, що отримав назву «The Hills Chronicles».
З новим учасником у січні 2012 року вони представили музичне відео на трек «Dance and Change», який було знято кліпмейкером Аланом Бадоєвим. У березні відбулася прем'єра відео американської співачки Мадонни на її сингл «Girl Gone Wild», який було знято за участі «Kazaky». 16 жовтня вийшло відео на трек «Last Night». А вже 22 жовтня гурт випустив свій дебютний студійний альбом, що отримав назву «The Hills Chronicles».
На початку 2013 року новий учасник групи Франческо Боргато йде, щоб почати сольну кар'єру. На його місце повертається Стас Павлов, якого більше року заміняв Франческо. Повернувшись до оригінального складу, «Kazaky» випускають два нових відеоролика на сингли «Crazy Law» і «Touch Me». 9 липня 2013 року виходить перша частина другого студійного альбому гурту «I Like It», а 12 грудня — його друга частина. Наступними синглами були «Touch Me» та «Doesn't Matter», обидва випущені в 2013 році. 12 грудня 2013 року один з засновників гурту Олег Жежель оголосив на своїй офіційній сторінці у мережі Facebook, що він не буде виступати з «Kazaky» більше активно, залишаючи їх як тріо таким чином, але він додав, що буде продовжувати працювати над музикою та хореографією гурту. За його словами, причина відходу від танців була через значну травму ноги.

### 2014—2015: Відхід Павлова, сингли та новий світовий тур
У 2014 році, відбувалися релізи синглів «The Sun», «Magic Pie», «Pulse» та «Horizon». 29 вересня 2014 року гурт Kazaky та The Hardkiss представляють спільне відео на сингл «Strange Moves», режисером якого був Валерій Бебко. Невдовзі з гурту тимчасово йде Стас Павлов, його замінив Артемій Лазарєв. Вже з новим учасником 28 листопада у Києві починається новий світовий «The Pulse Tour».
У березні 2015 року «Kazaky» разом зі співачкою Лорін виступили на шведському музичному конкурсі «Melodifestivalen».

### 2016: Розпад
В червні 2016 гурт оголосив про тимчасову паузу.
|                 | Спочатку ми вирішили, що закриємо групу цілком. Але кілька днів тому ми з Олегом Жежелем сиділи і обговорювали цю тему, билися над дилемою, як же нам вчинити? Адже реакція наших фанів була вкрай негативною, коли в минулому році ми заявили про останній світовий тур. Словом, дійшли ми з Олегом до думки, що зробимо дочасний брейк, паузу. Але не виключаємо, що через якийсь час група «Kazaky» знову може з'явитися на екранах. |
| — Артур Гаспар, | |

### 2019: Повернення
Після три річної творчої перерви, 24 червня 2019 року, Kazaky презентували музичне відео «Push», режисером якого виступив Алан Бадоєв. До трьох основних учасників Артура Гаспара, Кирила Федоренко та Артема
Лазарева приєдналися ще двоє учасників — Влад Коваль та Євген Гончаренко. Презентація оновленого складу гурту відбулася 14 червня на концерті співачки Maruv у Києві.

## Музика
Звучання Kazaky спирається на хаус, сінті-поп, електроніку та танці. Їх треки бувають монотонно та ритмічні, акомпонують до вокалу і танцювального супроводу, відбуваються нашарування ударів з електронними короткими звуками і яскравими бас-лініями.

## Стиль
Kazaky українською звучить схоже на Козаки. Козаки займали дуже помітну роль у формуванні національної історії та культури України. Представники гурту стверджують, що їхня назва не має нічого спільного з історичними козаками, і це похідна форма японського слова Kazaki, як вони стверджують, відомого імені у Японії. Всі чотири учасники гурту навчалися саме на танцюристів, гурт славиться складною акробатичною хореографією з добре синхронізованими і складними танцювальними рухами, що виконуються на високих підборах. Артур Гаспар особливо відомий своїм індивідуальним «підписом» — рухом ноги, підйомом, який він часто виконує у відео. Група протиставляє себе гендерним нормам шляхом злиття в образах чоловічої та жіночої атрибутики. Перш за все, регулярно носять шпильки у відео і на живих виступах.

## Учасники

### Поточний склад
- Артур Гаспар (справжнє прізвище — Гаспарян; народився 22 червня 1984, Єреван, Вірменія)[15]
- Олег Жежель (народився 31 жовтня 1980 Львів). Окрім сучасного танцю, захоплюється створенням коміксів і займається дизайном одягу. Також він художник, закінчив художню школу на «відмінно». У 2008 році брав участь в талант-шоу «Танці без правил» і «Танцюють всі!». Після травми коліна в листопаді 2013 року, припинив виступати з гуртом, проте продовжує займається постановкою хореографії для гурту.[16]
- Артемій Лазарєв (справжнє прізвище — Лазаренко)
- Кирило Федоренко (народився 5 вересня 1990 Сміла, Черкаська область). Захоплюється web-дизайном, фотографією, дизайном інтер'єрів.[17]
- Влад Коваль
- Євген Гончаренко

### Колишні учасники
- Франческо Боргато (народився 5 вересня 1990, Фіессо-д'Артіко, Італія) До того як стати частиною гурту «Kazaky», Франческо виступав на сцені зі співачкою Елізою для телеканалу MTV, а також знявся у фільмі Яго[it]. Франческо став єдиним учасником гурту, який відкрито визнав свою бісексуальну орієнтацію[18].
- Стас Павлов (справжнє прізвище — Настенко; народився 13 грудня 1989, Донецьк) — у ранні роки займався боксом, а згодом — бальною хореографією. Закінчив музичну школу в Києві та факультет режисури і хореографії КНУКіМ.[19]

### Хронологія
| Члени | Члени                                        | 2010 | 2011 | 2012 | 2013 | 2014 | 2015 | 2016 | 2019 |
| ----- | -------------------------------------------- | ---- | ---- | ---- | ---- | ---- | ---- | ---- | ---- |
|       | Кирило Федоренко (2010—2016; 2019 — дотепер) |      |      |      |      |      |      |      |      |
|       | Артур Гаспар (2010—2016; 2019 — дотепер)     |      |      |      |      |      |      |      |      |
|       | Артемій Лазарєв (2014—2016; 2019 — дотепер)  |      |      |      |      |      |      |      |      |
|       | Олег Жежель (2010—2013)                      |      |      |      |      |      |      |      |      |
|       | Стас Павлов (2010—2011; 2013—2014)           |      |      |      |      |      |      |      |      |
|       | Франческо Боргато (2011—2013)                |      |      |      |      |      |      |      |      |
|       | Влад Коваль (2019 — дотепер)                 |      |      |      |      |      |      |      |      |
|       | Євген Гончаренко (2019 — дотепер)            |      |      |      |      |      |      |      |      |

## Дискографія

### Студійні альбоми
- 2012 — The Hills Chronicles
- 2013 — I Like It

### Сингли
- 2010 — In The Middle
- 2011 — Love
- 2011 — I'm Just A Dancer
- 2011 — Dance And Change
- 2012 — I Can't Stop
- 2012 — Last Night
- 2013 — Crazy Law
- 2013 — Touch Me
- 2014 — The Sun
- 2019 — Push

## Відеографія
| Рік  | Кліп               | Режисер         | Альбом                                     |
| ---- | ------------------ | --------------- | ------------------------------------------ |
| 2010 | «In the Middle»    | Евгеній Тимохін | «The Hills Chronicles»                     |
| 2011 | «Love»             | Евгеній Тимохін | «The Hills Chronicles»                     |
| 2012 | «Dance and Change» | Алан Бадоєв     | «The Hills Chronicles»                     |
| 2012 | «Last Night»       | Евгеній Тимохін | «The Hills Chronicles»                     |
| 2013 | «Crazy Law»        | Хіндрек Маасік  | «I Like It»                                |
| 2013 | «Touch Me»         | Хіндрек Маасик  | «I Like It»                                |
| 2014 | «Magic Pie»        | Іван Кваша      | «I Like It»                                |
| 2014 | «The Sun»          | Roy Raz         | «I Like It»                                |
| 2014 | «Strange Moves»    | Валерій Бебко   | «THE HARDKISS feat KAZAKY — Strange Moves» |
| 2014 | «Pulse»            | Радіслав Лукін  | «I Like It»                                |
| 2019 | «Push»             | Алан Бадоєв     | «Push»                                     |

## Інша діяльність

### Мода
Через їх сміливий і незвичайний стиль, група була відзначена на багатьох високих публікаційних таблоїдах, наприклад, Attitude (журнал), Billboard, GQ, Los Angeles Times, New York Post та The New York Times. Після того, як дизайнер Анна Осмехіна створила гурту стиль для музичного кліпу «Love», Kazaky найняли її, щоб проектувати їх вбрання і стиль для їх відео. Тим не менш, група також отримувала і носила лінії стилю «Dsquared» і «Thierry Mugler». Їх туфлі на високих підборах всі мають висоту у 13 сантиметрів, і вони розроблені, щоб дозволяти їм танцювати зручно у їх перформенсі. Група має прихильність до використання складних, декадентських і дуже структурних костюмів, або, альтернативних, дуже скромних нарядів, призначених для підвищення матеріальності їх виступів.

## Критика
На адресу групи часто звучать звинувачення в пропаганді гомосексуальності, а деякі представники російського козацтва вважають, що назва колективу ображає і дискредитує їх. Концерти колективу неодноразово зривалися в Росії, зокрема в Ростовській області і в Геленджику. Самі учасники неодноразово пояснювали, що назва групи не має жодного відношення до козацтва, стверджуючи, що коріння назви Kazaky знаходяться в японській мові. В Україні подібних інцидентів не відбулося жодного разу.
17 жовтня 2014 в Бішкеку (Киргизстан) скасовано концерт гурту прес-служба Головного управління внутрішніх справ (ГУВС) Бішкека пояснило це «забороною пропаганди гомосексуальності». Близько ста людей прийшли до клубу і блокували вхід. Щоб уникнути проблем, організатори концерту відмінили виступ, виплатити компенсацію і відправили танцюристів додому.